# Stobart Group
Stobart Group Ltd, känd som Eddie Stobart eller endast Stobart, är ett brittiskt logistik-, transportföretag och holdingbolag med marknad i Storbritannien och Irland.
Stobart Group har sitt ursprung i transport- och logistikverksamheten som drevs av Edward Stobart mellan 1976 och 2004. Han grundade företaget som Eddie Stobart, efter att han ärvt jordbruksverksamhet grundad av sin pappa "Steady" Eddie Stobart på 1940-talet. Det blev så småningom till att bli Storbritanniens mest kända varumärken. Efter företagsomstruktureringar 2004 och 2007 blev koncernen ett offentligt bolag.